# Дивисмутид платины
Дивисмутид платины — бинарное неорганическое соединение
платины и висмута
с формулой PtBi2,
кристаллы.

## Получение
- Сплавление стехиометрических количеств чистых веществ:

{\displaystyle {\mathsf {Pt+2Bi\ {\xrightarrow {660^{o}C}}\ PtBi_{2}}}}

## Физические свойства
Дивисмутид платины образует кристаллы нескольких модификаций:
- γ-PtBi2, кубическая сингония, пространственная группа P a3, параметры ячейки a = 0,6683 нм, Z = 4, структура типа дисульфида железа FeS2, существует при температуре ниже 330°С [3] (по уточнённым данным параметры ячейки a = 0,67022 нм [4]);
- h1-PtBi2, тригональная сингония, пространственная группа P 31m, параметры ячейки a = 0,65730 нм, c = 0,61665 нм, Z = 8, структура типа дииодида кадмия CdI2, существует в интервале температур 380÷420°С [5];
- h2-PtBi2, ромбическая сингония, пространственная группа P bca, параметры ячейки a = 0,6732 нм, b = 0,6794 нм, c = 1,3346 нм, Z = 8, существует в интервале температур 420÷640°С;
- h3-PtBi2, гексагональная сингония, параметры ячейки a = 0,41 нм, c = 5,5 нм, существует при температуре выше 640°С.

Соединение образуется по перитектической реакции при температуре 660°С .
При температуре 0,15 К переходит в сверхпроводящее состояние .

## Химические свойства
- Разлагается при нагревании:

{\displaystyle {\mathsf {2PtBi_{2}\ {\xrightarrow {>660^{o}C}}\ Pt_{2}Bi_{3}+Bi}}}

## Применение
- Катализатор в органическом синтезе [7].